# Al Lettieri
Alfredo Lettieri (* 24. Februar 1928 in New York City, New York, USA; † 18. Oktober 1975 ebenda) war ein US-amerikanischer Schauspieler italienischer Abstammung.

## Leben
Al Lettieris Schwester Jean war verheiratet mit Pasquale Eboli, einem Mafioso und Bruder des Oberhaupts der Genovese-Familie Thomas Eboli.
Bevor Lettieri im Alter von 36 Jahren seine erste Filmrolle annahm, arbeitete er bereits längere Zeit als Schauspieler, Autor und Regisseur am Theater. 1971 war er Co-Autor des Drehbuches zu Villain mit Richard Burton in der Hauptrolle.
Anfang der 1970er Jahre gelang Lettieri der Sprung nach Hollywood. Wegen seiner eindrucksvollen Statur und seiner "brutalen" Physiognomie spielte er während seiner kurzen Filmkarriere vor allem skrupellose, gewalttätige Mafiabosse und Auftragsmörder. Seine wohl bekannteste Rolle ist die des Gangsters Virgil Sollozzo alias "Der Türke" im Film Der Pate, der Auftrag erteilt, den konkurrierenden "Paten" Don Corleone zu ermorden. Später festigte er sein Image als Gegenspieler von Stars wie Steve McQueen in Getaway, Charles Bronson in Das Gesetz bin ich und John Wayne in McQ schlägt zu, wo er stets als ungeschlachter Gangster zu sehen war, der ohne Skrupel brutalste Gewalt anwendet. Obwohl Al Lettieri nie zu einer großen Kino-Hauptrolle fand, zählte er in der ersten Hälfte der 1970er Jahre in seinem Rollenfach zu den gefragtesten und profiliertesten Darstellern.
Lettieri starb im Alter von 47 Jahren an einem Herzinfarkt.

## Filme (Auswahl)
- 1964: Einbahnstraße in den Tod (The Hanged Man)
- 1965: Wild Seed
- 1965: Dark Intruder
- 1967: Bobo ist der Größte (The Bobo)
- 1968: Am Abend des folgenden Tages (The Night of the Following Day)
- 1971: Kein Requiem für San Bastardo (A Town Called Hell)
- 1972: Malta sehen und sterben (Pulp)
- 1972: Der Pate (The Godfather)
- 1972: Getaway (The Getaway)
- 1973: Der Don ist tot (The Don is Dead)
- 1973: Bis zum letzten Atemzug (The Deadly Trackers)
- 1973: A Likely Story
- 1974: McQ schlägt zu (McQ)
- 1974: Das Gesetz bin ich (Mr. Majestyk)
- 1975: Plattfuß räumt auf (Piedone a Hong Kong)
- 1975: Der Gorilla begleicht die Rechnung (Vai gorilla)
- 1976: Bordella